# 卫茅钩丝壳
卫茅钩丝壳（学名：Uncinula sengokui）是属于白粉菌目白粉菌科钩丝壳属的一种真菌，寄生在卫矛科植物上。该种分布于中国、日本。